# Gabriel Dodo Ndoke
Gabriel Dodo Ndoke, né le 13 novembre 1971 à Mokolo et mort le 21 janvier 2023 à Yaoundé, est un haut-fonctionnaire et homme politique camerounais. Il est ministre des Mines, de l'Industrie et du Développement technologique de janvier 2019 à sa mort.

## Biographie

### Jeunesse et études
Gabriel Dodo Ndoke est né le 13 novembre 1971 à Mokolo dans la commune de Mbang, dans le département de Kadey, région de l'Est du Cameroun. En 1997, il obtient une licence en droit privé francophone à l'université de Yaoundé II, puis une maîtrise en droit privé général en 2000 dans la même université. Parallèlement, entre 1998 et 2000, il est élève conseiller principal de jeunesse et d’animation à l'Institut national de la jeunesse et des sports de Yaoundé. Il intègre par la suite l'École nationale d’administration et de magistrature (ENAM). Après son cursus universitaire à Yaoundé, il effectue des études à l'université de Douala où il obtient respectivement en 2007 un diplôme d'études supérieures spécialisées en administration fiscale, puis en 2010 un diplôme d'études approfondies en droit des affaires. 
Marié, Gabriel Dodo Ndoke est le père de sept enfants.

### Carrière
Gabriel Dodo Ndoke intègre l'administration camerounaise le 8 juillet 2002 dans le corps des inspecteurs des impôts au poste d'inspecteur-vérificateur au sein de la brigade provinciale de contrôle et de vérification des entreprises de l'Est. Il occupe plusieurs postes dans l'administration camerounaise. Entre 2003 et 2005, il est chef de service au centre d'impôt spécialisé de Bertoua puis chef de centre divisionnaire des impôts au centre d'impôts n°14 (CDI 14) de Douala de 2005 à 2007. En 2011, il est nommé sous-directeur du budget, du matériel et de la maintenance au ministère de la Fonction publique et de la Réforme administrative,. 
Le 4 janvier 2019, il est nommé par décret présidentiel ministre des Mines, de l'Industrie et du Développement technologique au sein du gouvernement Joseph Dion Ngute,.  
Le 8 décembre 2022, au terme de la 62e session ordinaire, il est élu président du conseil d'administration de l'Organisation africaine de la propriété intellectuelle,. 

### Mort
Gabriel Dodo Ndoke meurt le 21 janvier 2023 à l'hôpital de la Caisse de Yaoundé à la suite d'un malaise.